# Adriana Hollberg
Adriana Hollberg född Brydolf 1815 i Hällestads socken, Östergötlands län, död 1895, var en svensk kokboksförfattarinna. Hon var dotter till prosten Erik Gustaf Brydolf och Petronella Norberg, syster till Fabian Brydolf och Gustaf Sigfrid Brydolf, samt svägerska till Carl Anton Wetterbergh. 
Efter giftermålet med kämnersnotarien vid rådhusrätten, Ludvig August Hollberg, bosatte hon sig med honom i Linköping i den gård som sedermera kom att få sitt namn efter hennes svåger, Onkel Adamsgården. Hollberg var författare till boken "Husmanskost. En hjelpreda för sparsamma husmödrar". Denna bok är utgiven av Bonniers förlag i 9 olika upplagor (första utgåvan 1865 och andra utgåvan 1866 med förord av Onkel Adam).
Boken är en svensk husmanskostklassiker och skiljer sig på ett antal sätt från böcker vid denna tid, då den dels var skriven av en kvinna, dels inte inriktade sig på dyra råvaror utan var anpassad "för folk, som vilja spara, men ändå ha godo med ärlig Husmanskost".
Hollberg författade även boken "Godtköps-kokbok för borgerligt kök" (1878).